# Rhotana torrevillasi
Rhotana torrevillasi är en insektsart som beskrevs av Bernhard Zelazny 1981. Rhotana torrevillasi ingår i släktet Rhotana och familjen Derbidae. Inga underarter finns listade i Catalogue of Life.